# Banco Central del Caribe Oriental
El Banco Central del Caribe Oriental (por sus siglas en inglés ECCB) es la autoridad monetaria de un grupo de 6 naciones independientes del Caribe, a saber:
- Antigua y Barbuda
- Granada
- San Cristóbal y Nieves
- Dominica
- Santa Lucía
- San Vicente y las Granadinas

y 2 territorios británicos de ultramar:
- Anguila
- Montserrat

Comenzó oficialmente sus actividades el 1 de octubre de 1983, con los fines de mantener la estabilidad del dólar del Caribe Oriental (EC$) y la integridad del sistema financiero de los Estados miembros. 
Su sede se encuentra en la ciudad de Basseterre, en la isla de San Cristóbal. Está dirigido por un gobernador, que desde el 1 de febrero de 2016 es Timothy N. J. Antoine.
Todos los miembros del ECCB lo son también de la Organización de Estados del Caribe Oriental (OECO). 
A principios de 2015, el banco anunció planes para eliminar gradualmente la producción de las monedas de 1 y 2 centavos. El subgobernador Trevor Brathwaite declaró que el coste de producir una moneda de un centavo era de cerca de 6 centavos, y alrededor de 8 centavos una pieza de 2 centavos. También que la mayoría de las personas se deshacen de estas monedas casi inmediatamente después de recibirlas.